# Derrick Nnadi
Derrick Nnadi (Virginia Beach, Virginia, 9 de mayo de 1996) es un jugador profesional estadounidense de fútbol americano que se desempeña en la posición de defensive tackle en Kansas City Chiefs, equipo de la National Football League (NFL).

## Carrera
Fue seleccionado en la tercera ronda en la Reunión Anual de Selección de Jugadores de la NFL de 2018. Hizo su debut profesional con el equipo Kansas City Chiefs, donde lleva jugando seis temporadas.